# Dardanellák
A Dardanellák (törökül: Çanakkale Boğazı, görögül: Δαρδανέλλια, Dardanellia), korábbi nevén Hellészpontosz, görögül Ἑλλήσποντος, Hellespontos) az Égei-tengert a Márvány-tengerrel összekötő tengerszoros. Hossza 70 km, szélessége kb. 1200 és 6000 méter között váltakozik. Átlagos mélysége 55 méter, legmélyebb pontja 82 méter.
A tengerszoros elválasztja Európát (a Gallipoli-félszigetet) Ázsiától. Nevét Dardania városáról kapta, mely az ókorban az ázsiai oldalon feküdt. A Dardanellák legnagyobb városa Çanakkale, és itt található az első világháborúban fontos szerepet betöltő Gallipoli (törökül Gelibolu) is. Rajta 2017-2022 között épült az 1915 Çanakkale híd.